# Associazione Sportiva Varese 1910 2006-2007
Questa voce raccoglie le informazioni riguardanti l'Associazione Sportiva Varese 1910 nelle competizioni ufficiali della stagione 2006-2007.

## Stagione
Nella stagione 2006-2007 il Varese disputa il girone A del campionato di Serie C2, raccoglie 41 punti con l'undicesimo posto. Allenato da Devis Mangia, raccoglie 23 punti nel girone di andata e 18 nel girone di ritorno, 4 punti sopra la zona Play-out, comunque mantenendo la categoria. Nella Coppa Italia di Serie C il Varese vince prima il girone B di qualificazione, poi nel primo turno ad eliminazione supera nel doppio confronto il Novara, mentre nel secondo turno viene superato dal Cuneo.

## Organigramma societario
Area direttiva
- Patron: Riccardo Sogliano
- Presidente: Pietro Maroso
- Direttore Generale: Sean Sogliano

Area tecnica
- Direttore Sportivo: Silvio Papini
- Segretario generale: Claudio Capuzzo
- Segretario: Giuseppe Lazzarini
- Allenatore: Devis Mangia
- Preparatore atletico: Marco Baruffato

Area sanitaria
- Medico sociale: Giulio Clerici
- Massaggiatore: Marco Maistrello

## Rosa
| N. |                                 | Ruolo | Calciatore                 |
| -- | ------------------------------- | ----- | -------------------------- |
|    | Italia (bandiera)               | P     | Giacomo Bindi              |
|    | Italia (bandiera)               | P     | Stefano Ciardiello         |
|    | Italia (bandiera)               | P     | Oscar Verderame            |
|    | Italia (bandiera)               | D     | Giovanni Dall'Igna         |
|    | Italia (bandiera)               | D     | Alessio Dionisi            |
|    | Brasile (bandiera)              | D     | Claiton Machado dos Santos |
|    | Italia (bandiera)               | D     | Francesco Luoni            |
|    | Italia (bandiera)               | D     | Claudio Miale              |
|    | Italia (bandiera)               | D     | Eros Pisano                |
|    | Brasile (bandiera)              | D     | Fernandez David Silva      |
|    | Italia (bandiera)               | D     | Alessandro Volpi           |
|    | Bosnia ed Erzegovina (bandiera) | C     | Neven Adzaip               |
|    | Italia (bandiera)               | C     | Enrico Bortolotto          |
|    | Italia (bandiera)               | C     | Davide Bottone             |
|    | Argentina (bandiera)            | C     | Francisco Confeggi         |

| N. |                    | Ruolo | Calciatore              |
| -- | ------------------ | ----- | ----------------------- |
|    | Italia (bandiera)  | C     | Paolo Grossi            |
|    | Italia (bandiera)  | C     | Rosario La Marca        |
|    | Italia (bandiera)  | C     | Franco Lepore           |
|    | Italia (bandiera)  | C     | Claudio Macchi          |
|    | Italia (bandiera)  | C     | Luca Pace               |
|    | Italia (bandiera)  | C     | Andrea Stucchi          |
|    | Italia (bandiera)  | C     | Alessandro Troiano      |
|    | Italia (bandiera)  | A     | Francesco Bilardo       |
|    | Italia (bandiera)  | A     | Franco Da Dalt          |
|    | Italia (bandiera)  | A     | Stefano Del Sante       |
|    | Nigeria (bandiera) | A     | Morgan Egbedi           |
|    | Italia (bandiera)  | A     | Carlo Emanuele Ferrario |
|    | Italia (bandiera)  | A     | Ernesto Fiumicelli      |
|    | Italia (bandiera)  | A     | Matteo Guazzo           |
|    | Italia (bandiera)  | A     | Gianluca Savoldi        |

## Calciomercato

### Sessione estiva(dall'1/7 al 31/8)
| Acquisti | Acquisti                | Acquisti    | Acquisti |
| R.       | Nome                    | da          | Modalità |
| -------- | ----------------------- | ----------- | -------- |
| P        | Giacomo Bindi           | Inter       |          |
| D        | Claiton                 | Milan       |          |
| D        | Giovanni Dall'Igna      | Cremonese   |          |
| D        | Claudio Miale           | Gualdo      |          |
| D        | David Silva Fernandez   | Chievo      |          |
| C        | Rosario La Marca        | Melfi       |          |
| C        | Luca Pace               | Verona      |          |
| C        | Andrea Stucchi          | Salernitana |          |
| A        | Carlo Emanuele Ferrario | Lecco       |          |
| A        | Paolo Grossi            | Caratese    |          |
| A        | Matteo Guazzo           | Rovigo      |          |
| A        | Gianluca Savoldi        | Avellino    |          |

| Cessioni | Cessioni              | Cessioni     | Cessioni |
| R.       | Nome                  | a            | Modalità |
| -------- | --------------------- | ------------ | -------- |
| P        | Giuseppe Dei Forti    | Castellarano |          |
| D        | Paolo Cozzi           | Tritium      |          |
| D        | Marco Cunati          | Turate       |          |
| D        | Nicolò Pascuccio      | Nocerina     |          |
| C        | Mario Humberto Garcia | -            |          |
| C        | Andrea Fernandez      | Seregno      |          |
| C        | Luca Palazzo          | Pro Sesto    |          |
| C        | Alessandro Troiano    | Pro Vercelli |          |
| A        | Hector Acosta         | Colligiana   |          |
| A        | Sanel Sehic           | Bellinzona   |          |
| A        | Dario Ramacciotti     | Viareggio    |          |
| A        | Marco Fernandez       | Seregno      |          |
| A        | Nicholas Marelli      | Turate       |          |
| A        | Matteo Gay            | Rivarolese   |          |
| A        | Alessandro Corallo    | Paganese     |          |

### Sessione invernale(dal 4/1 al 31/1)
| Acquisti | Acquisti           | Acquisti      | Acquisti |
| R.       | Nome               | da            | Modalità |
| -------- | ------------------ | ------------- | -------- |
| D        | Alessandro Volpi   | Valenzana     |          |
| C        | Davide Bottone     | Biellese      |          |
| A        | Franco Da Dalt     | Foggia        |          |
| A        | Stefano Del Sante  | Pizzighettone |          |
| A        | Morgan Egbedi      | Monza         |          |
| A        | Ernesto Fiumicelli | Brescia       |          |

| Cessioni | Cessioni           | Cessioni      | Cessioni   |
| R.       | Nome               | a             | Modalità   |
| -------- | ------------------ | ------------- | ---------- |
| D        | Giovanni Dall'Igna | Tritium       |            |
| C        | Luca Pace          | Valenzana     |            |
| A        | Matteo Guazzo      | Sangiovannese |            |
| A        | Gianluca Savoldi   | -             | svincolato |

## Risultati

### Serie C2

#### Girone di andata
| Arbitro: | Grazioli (Maniago) |

|                        |           |             |
| Troianiello 73’ (rig.) | Marcatori | 17’ Savoldi |

| Varese 10 settembre 2006 2ª giornata | Varese                 | 0 – 0 referto | Cuneo | Stadio Franco Ossola (1300 spett.)\| Arbitro: \| G. Stefanini (Livorno) \| |
| Arbitro:                             | G. Stefanini (Livorno) |               |       |                                                                            |

| Arbitro: | Valeri (Roma) |

|                           |           |                                   |
| Chiaria 27’ G. Meloni 84’ | Marcatori | 35’ Guazzo 47’ Lepore 61’ Savoldi |

| Arbitro: | Vanoli (Novara) |

|            |           |          |
| Savoldi 8’ | Marcatori | 38’ Masi |

| Arbitro: | Bo (Genova) |

|                |           |             |
| Porricelli 11’ | Marcatori | 19’ Savoldi |

| Arbitro: | Magno (Catania) |

|            |           |  |
| Grossi 51’ | Marcatori |  |

| Arbitro: | Carbone (Napoli) |

|                   |           |                    |
| Borneo 15’ (rig.) | Marcatori | 49’ (rig.) Savoldi |

| Arbitro: | La Mura (Nocera Inferiore) |

|                         |           |                 |
| Lepore 23’ La Marca 45’ | Marcatori | 23’ Guariniello |

| Arbitro: | Ferraioli (Nocera Inferiore) |

|             |           |  |
| Maniero 65’ | Marcatori |  |

| Varese 5 novembre 2007 10ª giornata | Varese        | 0 – 0 referto | Carpenedolo | Stadio Franco Ossola (1500 spett.)\| Arbitro: \| Prato (Lecce) \| |
| Arbitro:                            | Prato (Lecce) |               |             |                                                                   |

| Arbitro: | Corletto (Castelfranco Veneto) |

|  |           |               |
|  | Marcatori | 77’ Sambugaro |

| Arbitro: | Nicodano (Milano) |

|                         |           |              |
| Morini 19’ Rebecchi 30’ | Marcatori | 45+5’ Lepore |

| Arbitro: | Baratta (Salerno) |

|                              |           |          |
| Lepore 4’ (rig.), 39’ (rig.) | Marcatori | 50’ Ganz |

| Arbitro: | Del Giovane (Albano Laziale) |

|                                  |           |              |
| Rondon 56’ Berrettoni 75’ (rig.) | Marcatori | 61’ Ferrario |

| Varese 10 dicembre 2006 15ª giornata | Varese             | 0 – 0 referto | Südtirol-Alto Adige | Stadio Franco Ossola (1500 spett.)\| Arbitro: \| Tramontina (Udine) \| |
| Arbitro:                             | Tramontina (Udine) |               |                     |                                                                        |

| Arbitro: | Donati (Ravenna) |

|  |           |              |
|  | Marcatori | 32’ Ferrario |

| Arbitro: | Cuscito (Firenze) |

|            |           |                |
| Lepore 48’ | Marcatori | 73’ F. Ferrari |

#### Girone di ritorno
| Arbitro: | Cavarretta (Trapani) |

|                                     |           |                               |
| Pisano 12’ Fiumicelli 42’ Miale 94’ | Marcatori | 15’, 77’ Emerson 59’ Oliveira |

| Arbitro: | Pagano (Torre Annunziata) |

|                     |           |            |
| Fabbrini 80’ (rig.) | Marcatori | 33’ Lepore |

| Varese 28 gennaio 2007 20ª giornata | Varese          | 0 – 0 referto | Olbia | Stadio Franco Ossola (1500 spett.)\| Arbitro: \| Vanoli (Novara) \| |
| Arbitro:                            | Vanoli (Novara) |               |       |                                                                     |

| Arbitro: | Cuscito (Firenze) |

|             |           |            |
| Scapini 82’ | Marcatori | 70’ Egbedi |

| Arbitro: | Branciforte (Nuoro) |

|  |           |                           |
|  | Marcatori | 65’ Bonacina 88’ Barbieri |

| Sanremo 18 febbraio 2007 23ª giornata | Sanremese          | 0 – 0 referto | Varese | Stadio Comunale\| Arbitro: \| Sguizzato (Verona) \| |
| Arbitro:                              | Sguizzato (Verona) |               |        |                                                     |

| Arbitro: | Liotta (Caltanissetta) |

|  |           |                          |
|  | Marcatori | 45’ Malatesta 75’ Perini |

| Arbitro: | Vallesi (Ascoli Piceno) |

|                         |           |            |
| Guariniello 3’ Frau 20’ | Marcatori | 43’ Egbedi |

| Arbitro: | Carbone (Napoli) |

|                     |           |  |
| Grossi 9’ Miale 65’ | Marcatori |  |

| Arbitro: | Tramontina (Udine) |

|                       |           |               |
| Fabiano 65’ Zubin 80’ | Marcatori | 61’ Del Sante |

| Arbitro: | Tozzi (Lido di Ostia) |

|                        |           |  |
| Tacchinardi 72’ (rig.) | Marcatori |  |

| Arbitro: | Merchiori (Ferrara) |

|            |           |                 |
| Egbedi 72’ | Marcatori | 5’ (aut.) Luoni |

| Arbitro: | Cavarreta (Trapani) |

|  |           |            |
|  | Marcatori | 51’ Egbedi |

| Arbitro: | Didato (Agrigento) |

|                                 |           |               |
| Lepore 45+1’ (rig.), 80’ (rig.) | Marcatori | 5’ Berrettoni |

| Arbitro: | Lioce (Molfetta) |

|                 |           |  |
| Bachlechner 21’ | Marcatori |  |

| Arbitro: | Baratta (Salerno) |

|  |           |               |
|  | Marcatori | 70’ Ambrosoni |

| Arbitro: | Meli (Parma) |

|                          |           |                                        |
| Serra 66’ Belluomini 68’ | Marcatori | 11’, 45+1’ Del Sante 91’ (rig.) Grossi |

### Coppa Italia Serie C

#### Girone B
| Arbitro: | Vivenzi (Brescia) |

|             |           |  |
| Savoldi 52’ | Marcatori |  |

| Arbitro: | Santonocito (Abbiategrasso) |

|  |           |                                               |
|  | Marcatori | Savoldi 15’, 23’ Lepore 18’ Ferrario 70’, 74’ |

| Arbitro: | Manera (Castelfranco Veneto) |

|              |           |                         |
| Pierobon 46’ | Marcatori | 49’ Guazzo 75’ Ferrario |

| Arbitro: | Tidona (Torino) |

|                                           |           |                              |
| Ferrario 31’ Slanzi 83’ (aut.) Lepore 90’ | Marcatori | 46’ D'Attoma 58’ Biancospino |

| Arbitro: | Russo (Milano) |

|                                     |           |                                |
| Ferrario 41’ Claiton 43’ Lepore 83’ | Marcatori | 55’, 58’ Belotti 72’ Facchetti |

| Arbitro: | Zanichelli (Genova) |

|                          |           |                              |
| Piraccini 52’ Cusaro 81’ | Marcatori | 26’, 88’ Ferrario 71’ Guazzo |

| Arbitro: | Barbiero (Vicenza) |

|                                        |           |           |
| Lepore 27’ Grossi 49’ Bilardo 64’, 85’ | Marcatori | 79’ Evola |

| Arbitro: | Manera (Castelfranco Veneto) |

|                                      |           |          |
| Iacona 3’ Taribello 11’ D. Rossi 44’ | Marcatori | Ferrario |

| Varese 27 novembre 2006 3º turno eliminatorio ritorno | Varese             | 0 – 0 | Cuneo | Stadio Franco Ossola\| Arbitro: \| Morabito (Messina) \| |
| Arbitro:                                              | Morabito (Messina) |       |       |                                                          |

## Statistiche

### Statistiche di squadra
| Competizione | Punti | In casa | In casa | In casa | In casa | In casa | In casa | In trasferta | In trasferta | In trasferta | In trasferta | In trasferta | In trasferta | Totale | Totale | Totale | Totale | Totale | Totale | DR  |
| Competizione | Punti | G       | V       | N       | P       | Gf      | Gs      | G            | V            | N            | P            | Gf           | Gs           | G      | V      | N      | P      | Gf     | Gs     | DR  |
| ------------ | ----- | ------- | ------- | ------- | ------- | ------- | ------- | ------------ | ------------ | ------------ | ------------ | ------------ | ------------ | ------ | ------ | ------ | ------ | ------ | ------ | --- |
| Serie C2     | 41    | 17      | 5       | 8       | 4       | 15      | 15      | 17           | 4            | 6            | 7            | 17           | 20           | 34     | 9      | 14     | 11     | 32     | 35     | -3  |
| Coppa Italia |       | 5       | 3       | 2       | 0       | 11      | 6       | 4            | 3            | 0            | 1            | 11           | 6            | 9      | 6      | 2      | 1      | 22     | 12     | +10 |
| Totale       |       | 22      | 8       | 10      | 4       | 26      | 21      | 21           | 7            | 6            | 8            | 28           | 26           | 43     | 15     | 16     | 12     | 54     | 47     | +7  |

### Statistiche dei giocatori
| Giocatore       | Serie C2 | Serie C2 | Coppe Italia Serie C | Coppe Italia Serie C | Totale   | Totale |
| Giocatore       | Presenze | Reti     | Presenze             | Reti                 | Presenze | Reti   |
| --------------- | -------- | -------- | -------------------- | -------------------- | -------- | ------ |
| N. Adzaip       | 1        | 0        | ?                    | ?                    | 1+       | 0+     |
| F. Bilardo      | 7        | 0        | ?                    | 2                    | 7+       | 2      |
| G. Bindi        | 32       | -34      | ?                    | ?                    | 32+      | -34+   |
| E. Bortolotto   | 18       | 0        | ?                    | ?                    | 18+      | 0+     |
| D. Bottone      | 13       | 0        | ?                    | ?                    | 13+      | 0+     |
| Claiton         | 21       | 0        | ?                    | 1                    | 21+      | 1      |
| F. Confeggi     | 27       | 0        | ?                    | ?                    | 27+      | 0+     |
| F. Da Dalt      | 8        | 0        | ?                    | ?                    | 8+       | 0+     |
| G. Dall'Igna    | 3        | 0        | ?                    | ?                    | 3+       | 0+     |
| S. Del Sante    | 10       | 3        | ?                    | ?                    | 10+      | 3+     |
| A. Dionisi      | 31       | 0        | ?                    | ?                    | 31+      | 0+     |
| M. Egbedi       | 17       | 4        | ?                    | ?                    | 17+      | 4+     |
| C. Ferrario     | 24       | 2        | ?                    | 8                    | 24+      | 10     |
| E. Fiumicelli   | 10       | 1        | ?                    | ?                    | 10+      | 1+     |
| P. Grossi       | 26       | 3        | ?                    | 1                    | 26+      | 4      |
| M. Guazzo       | 0        | 0        | ?                    | 2                    | 0+       | 2      |
| R. La Marca     | 29       | 1        | ?                    | ?                    | 29+      | 1+     |
| F. Lepore       | 28       | 9        | ?                    | 4                    | 28+      | 13     |
| F. Luoni        | 3        | 0        | ?                    | ?                    | 3+       | 0+     |
| C. Macchi       | 20       | 0        | ?                    | ?                    | 20+      | 0+     |
| C. Miale        | 27       | 2        | ?                    | ?                    | 27+      | 2+     |
| L. Pace         | 13       | 0        | ?                    | ?                    | 13+      | 0+     |
| E. Pisano       | 22       | 1        | ?                    | ?                    | 22+      | 1+     |
| S. Sampietro    | 3        | -1       | ?                    | ?                    | 3+       | -1+    |
| G. Savoldi      | 9        | 5        | ?                    | 3                    | 9+       | 8      |
| A. Stucchi      | 7        | 0        | ?                    | ?                    | 7+       | 0+     |
| A. Troiano      | 12       | 0        | ?                    | ?                    | 12+      | 0+     |
| Silva Fernandez | 29       | 0        | ?                    | ?                    | 29+      | 0+     |
| O. Verderame    | 0        | 0        | ?                    | ?                    | 0+       | 0+     |
| A. Volpi        | 6        | 0        | ?                    | ?                    | 6+       | 0+     |